# Berylmys bowersi
Berylmys bowersi is een knaagdier uit het geslacht Berylmys dat voorkomt in Noordoost-India, Noord- en Midden-Myanmar, Yunnan, Guangxi, Fujian en Zuid-Anhui (Zuidoost-China), Noord-Laos, Vietnam, Noord-Thailand, op het schiereiland Malakka (inclusief het Thaise deel ten zuiden van de Landengte van Kra) en Medan op Noord-Sumatra (Indonesië). Er zijn Pleistocene fossielen bekend uit Sichuan en Guizhou. B. bowersi komt voor op 150 tot 2600 m hoogte.
B. bowersi is de grootste soort van het geslacht. Daarnaast is het de enige soort met vier paren van mammae. De kop-romplengte bedraagt 228 tot 300 mm, de staartlengte 240 tot 310 mm, de achtervoetlengte 52 tot 61 mm, de oorlengte 27 tot 37 mm en het gewicht 270 tot 650 gram.
De typelocatie is Hotha in de Chinese provincie Yunnan. Deze soort heeft de volgende zes synoniemen: latouchei Thomas, 1897; ferreocanus Miller, 1900; lactiventer Kloss, 1918; wellsi Thomas, 1921; en totipes Tien, 1966. Er is een aantal kenmerken die geografisch variëren binnen deze soort, waaronder de aanwezigheid en grootte van een witte staartpunt en de schedelgrootte. Exemplaren uit Noordoost-India en Myanmar hebben een witte staartpunt van ongeveer een vijfde van de totale staartlengte. De dieren uit Malakka (inclusief Zuid-Thailand) hebben een lange witte staartpunt, de helft tot twee derde van de staart. Andere populaties hebben een volledig bruine staart. De weinige exemplaren uit Noord-Thailand en Noord-Laos zijn iets kleiner dan de dieren uit andere populaties. De Maleise populaties hebben daarnaast nog een langere palatale brug en een kortere bulla dan andere populaties.
Berylmys berdmorei · Berylmys bowersi · Berylmys mackenziei · Berylmys manipulus